# Libra de Nuevo Brunswick
La libra de Nuevo Brunswick o bien libra neobrunswiquesa fue la unidad monetaria intermitente de la colonia británica de Nuevo Brunswick desde 1820 hasta 1825 y desde 1837 (solo billetes) y 1843 (con monetiformes y luego monedas) hasta 1860. Surgió para paliar la escasez de numerario de la libra esterlina en la primera etapa y del dólar del ancla de la América británica y de fraccionarios como los peniques de cobre y plata del chelín colonial en la segunda etapa. Equivalía a la libra esterlina y se subdividía en 20 chelines o 240 peniques y por ello circularían juntos, y tenía una paridad con los dólares españoles con una tasación de Halifax, por lo que un dólar equivalía a cinco chelines brunswiquesos. En 1852 la libra brunswiquesa siguió el camino de la libra canadiense, por lo que una libra esterlina pasaba a ser equivalente a 1 libra con cuatro chelines y cuatro peniques brunswiqueses.

## Historia
La colonia francesa de Acadia (actuales Nuevo Brunswick y Nueva Escocia) comenzó a poblarse de europeos con la ocupación de la pequeña isla del río Sainte-Croix desde 1604 a 1605, luego en la Acadia peninsular con la fundación de Port Royal en orilla norte de la desembocadura del río Annapolis desde 1605 y posteriormente en la parte continental se colonizó la ribera del Nepisiguit en 1619, por lo que desde el inicio de su población permanente comenzaron a circular entre sus habitantes los dólares españoles que eran internacionales y las escasas monedas de la libra francesa, pero en 1621 cayó en poder del Reino de Escocia y adonde comenzarían a circular las monedas de la libra escocesa.
En 1625 se erigió el Fort Pentagouet en las costas acadianas mainesas pero fue ocupado por los ingleses en 1628 y en 1629 los franceses fortificaron la isla de Cabo Bretón o bien isla Real (Île Royale, en francés), en 1631 recobraron de manos escocesas la parte continental de la provincia acadiana con la fundación de Fort La Tour, en 1632 recuperaron la Acadia peninsular con su capital Port Royal, en 1635 la costa oriental mainesa de la provincia acadiana, en el mismo año se erigió el Fort Denys y en 1648 fundaron un fuerte comercial en Miramichi, y de esta manera volvieron a usarse las escasas libras francesas.
Los franceses perdieron nuevamente el territorio de Acadia en 1654 que se transformó otra vez en una colonia escocesa, por lo que volvería la libra de esa metrópoli hasta 1667, año en que fue recuperada —pero la isla de Cabo Bretón había sido deshabitada en 1660— y colonizaron en el istmo de Chignecto con los puestos comerciales de Beaubassin y Sackville hacia 1672 y alrededor del río Petitcodiac en la Acadia continental con la fundación del pueblo Le Coud hacia 1675, adonde también empezaron a circular las escasas monedas de la libra francesa y las recicladas monedas fraccionarias de vellón de la libra de las Colonias Francesas americanas.
Durante la guerra del rey Guillermo en el año 1689 —la guerra de los Nueve Años anglo-francesa en América— los ingleses usurparon Nueva Escocia que anexaron a su colonia de Massachusetts y por ende comenzó a circular en papel moneda su libra massachusettense. En el interior continental acadiano los franceses fundaron en 1690 a Fort Nashwaak y por el tratado de Rijswijk de 1697, el rey inglés que también era el soberano escocés devolvió la península neoescocesa a los franceses, y de esta manera volvió a circular en Acadia la libra colonial.
Nuevamente la península fue usurpada por los ya renombrados británicos desde 1710, a consecuencia de la guerra de la reina Ana —la contrapartida anglo-francesa norteamericana de la guerra de sucesión española en Europa— junto a las islas Real y San Juan. Dicha ocupación fue confirmada en 1713 por el Tratado de Utretch, en donde volvería a adoptarse a falta de numerario la libra massachusettense hasta 1722, porque llegarían las piezas fraccionarias «de la rosa americana» y «de Hibernia» del chelín colonial.
Las islas Real y San Juan fueron la excepción del tratado y volverían a ser pobladas por franceses en 1713 la primera y en 1720 la segunda, por la fundación de Port La-Joye —cerca de la actual Charlottetown— que comenzó a poblarse de granjeros acadianos por toda la isla, en la península acadiana con la pequeña isla Miscou del norte continental de la provincia se fundó Caraquet en 1731 y en 1734 la isla San Juan pasó a depender de la colonia de la isla de Cabo Bretón, en donde circulaban también las libras coloniales francesas.
El Tratado de París (1763) le adjudicó a los británicos toda la Nueva Francia con el remanente continental de Acadia o Nuevo Brunswick y confirmó la anterior ocupación por los británicos de la colonia de Nueva Escocia que habían anexionado la isla San Juan en 1758, hasta que está en 1769 formó una colonia separada que cambiaría su nombre en 1798 por el de «colonia de la isla del Príncipe Eduardo» (Colony of Prince Edward Island, en inglés). En esta etapa seguían circulando los dólares españoles, pero comenzaron a llegar algunas monedas de la libra esterlina y principalmente las piezas fraccionarias de los peniques de cobre «de voce populi», «de Pitt», «de Machin» y «del barco» del chelín colonial angloamericano hasta que comenzarían a escasear y por lo que comenzó a emitir papel moneda en 1820.
El Reino Unido de Gran Bretaña e Irlanda (nombre usado desde 1808) adoptó el patrón oro en 1821 y en cuanto comenzaron las guerras de independencia hispanoamericanas, empezaría a agotarse la fuente del dólar español. La forma en que intentó atraer al ámbito de su libra esterlina, fue crear el dólar británico colonial con paridad con el dólar español y ambos con la libra, y así surgió en 1822 el dólar del ancla de la América británica que circuló en Nuevo Brunswick pero a falta de nuevas acuñaciones también comenzaría a escasear en los siguientes años.
En 1825 se hizo obligatorio el uso de la libra esterlina en todo el Imperio británico, aunque con una paridad con el dólar español que no tuvo éxito, sumado a que la cantidad que ingresaba era mínima, y por lo cual comenzaron a aparecer de forma privada y anónima los peniques de cobre «de herrero» o blacksmith token angloamericanos y la metrópoli comenzó a mandar a las posesiones americanas unos peniques de plata coloniales en 1831 y para que tuvieran más éxito cambiaron la paridad antedicha en 1838 y que consistiría en que un dólar español equivaldría a cuatro chelines con dos peniques.
Sin embargo, en la colonia de Nuevo Brunswick seguía usándose la tasación de Halifax que consistía en que un dólar equivalía a cinco chelines. Para paliar la carencia de numerario volvió a emitir billetes en 1837 y a la falta de fraccionarios también empezaron a acuñar fichas oficiales monetiformes o tokens propios en 1843, posteriormente cambiaron la paridad a la de la libra canadiense en 1852, en el cual la libra esterlina pasaba a ser equivalente a una libra con cuatro chelines y cuatro peniques brunswiqueses. En 1854 se acuñaron las primeras monedas de la colonia y circularon hasta que cambió su moneda al dólar de Nuevo Brunswick en 1861.

## Billetes
El recién fundado Banco de Nuevo Brunswick introdujo por primera vez papel moneda en el año 1820, en varias denominaciones: 5, 7 y 10 chelines, y 1, 3 , 5, 7, 10 y 25 libras neobrunswiquesas, que fueron emitidos hasta 1860 y tenían impresa la paridad en dólares.
En 1837 dos bancos más fueron autorizados para emitir billetes con las mismas denominaciones como El Commercial Bank of New Brunswick hasta 1860 y el Banco de Fredericton pero solo hasta 1838. Posteriormente fueron permitidos dos bancos más como el Central Bank of New Brunswick desde 1847 hasta 1860 (también con el valor impreso en dólares) y desde 1852 —cuando la libra esterlina pasaba a ser equivalente a 1 libra con cuatro chelines y cuatro peniques brunswiqueses— el Charlotte County Bank emitió hasta 1859.

## Fichas monetiformes otokens
Por la escasez de monedas y por la falta de autorización real de crear unas propias, se acuñaron unas fichas monetiformes o  tokens de cobre en 1843 en la Royal Canadian Mint de Otawa pero sin marca de ceca, con el aval de la «Oficina Colonial Británica de Nuevo Brunswick», para retirar fichas privadas desde 1820 y para paliar la escasez de numerarios de la libra esterlina, del dólar del ancla de la América británica y de fraccionarios de cobre «del barco» y «de herrero» y de los peniques de plata del chelín colonial. En el año 1854 se acuñaron las primeras monedas oficiales de Nuevo Brunswuick. En la lista subsiguiente se detallan cada una:
- 1⁄2 penique de cobre con año 1843 de 29 mm de diámetro, en el anverso con busto femenino joven con cabello recogido, de perfil izquierdo y diadema, orlado con la leyenda en latín: VICTORIA DEI GRATIA REGINA (reina Victoria, por la gracia de Dios) y en el exergo el año: 1843, y en el reverso con un barco de velas replegadas navegando hacia la izquierda, orlado con la leyenda en inglés: NEW BRUNSWICK   HALF PENNY TOKEN (Nuevo Brunswick, ficha monetiforme de medio penique).[17]
- De cobre con año 1854 de 28 mm de diámetro, en el anverso con busto femenino joven, de perfil izquierdo, cabello recogido con dos cintas, orlado con la leyenda en latín: VICTORIA DEI GRATIA REGINA y en el exergo con el año: 1854, y en el reverso con un barco de velas replegadas navegando hacia la izquierda, orlado con la leyenda en inglés: NEW BRUNSWICK   HALF PENNY CURRENCY (Nuevo Brunswick, moneda de medio penique).[17]

- 1 penique de cobre con año 1843 de 34 mm de diámetro, con anverso y reverso semejante al anterior del mismo año.[17]
- De cobre con año 1854 de 34 mm de diámetro, con el anverso y reverso semejante al anterior del mismo año.[17]